# 19. kongres Občanské demokratické strany
19. kongres ODS se konal 5. – 7. prosince 2008 v Praze, v hotelu Clarion.

## Dobové souvislosti a témata kongresu
Kongres se konal v době, kdy druhá vláda Mirka Topolánka čelila rostoucím vnitřním sporům a klesající popularitě. Krátce předtím v krajských volbách 2008 i souběžně probíhajících senátních volbách 2008 ODS výrazně ztratila, přišla o všechny své krajské hejtmany a ztratila většinu v senátu. Proti evropské politice ODS (Lisabonská smlouva) se staví prezident Václav Klaus, který na kongresu vystoupil s krátkým projevem, v němž se vzdal postu čestného předsedy strany se slovy „tato politika není ta, se kterou jsem ODS zakládal a dlouhá léta vedl.“ O post předsedy se ucházel Pavel Bém, jehož ambice nahradit Mirka Topolánka ovšem nebyla úspěšná. Kvůli sporům mezi jednotlivými skupinami v ODS byl nakonec 1. místopředsedou zvolen dosud nepříliš známý starosta městské části Praha 13 David Vodrážka (o post se ucházeli i Petr Bendl, Ivan Langer a Evžen Tošenovský).
Kongres vyzval představitele ODS, aby použili veškeré legitimní prostředky pro ratifikaci smluv o umístění amerického radarového zařízení v Brdech. V otázce Lisabonské smlouvy konstatoval, že ponechává rozhodnutí o její ratifikaci na poslaneckém a senátorském klubu ODS, ale kritizoval eurofederalistické tendence a za jednu z priorit strany vytyčil ustavení nové nefederalistické frakce v evropském parlamentu.

## Personální složení vedení ODS po kongresu
- Předseda – Mirek Topolánek
- 1. místopředseda – David Vodrážka
- Místopředsedové – Petr Bendl, Petr Gandalovič, Ivan Langer, Petr Nečas
- Výkonná rada ODS – Ivan Adamec, Walter Bartoš, Pavel Bém, Pavel Blažek, Rudolf Blažek, Zdeněk Blažek, Milan Cabrnoch, Pavel Dlouhý, Pavel Drobil, Hynek Fajmon, Radomil Gold, Tomáš Chalupa, Roman Jurečko, Jiří Kadrnka, Pavel Karpíšek, Jiří Kittner, Ivan Kosatík, Martin Kuba, Ladislav Libý, Libor Lukáš, Zdeněk Mach, Jiří Nedoma, Martin Novotný, Raduan Nwelati, Jiří Pospíšil, Lubomír Pospíšil, Jan Řehák, Zbyněk Stanjura, Ivo Strejček, Tomáš Šimčík, Jiří Šulc, Jan Tesař, Ivo Toman, Aleksandra Udženija, Milan Venclík, Ivan Vepřek, Vladislav Vilímec, Oldřich Vlasák, Radek Vonka.[2][3]